# Paulus Arajuuri
Paulus Verneri Arajuuri (født 15. juni 1988) er en finsk tidligere professionel fodboldspiller, og landsholdspiller for det finske landshold. Arajuuri fik sin landsholdsdebut for Finland som 21-årig i januar 2010.